# Brownie (gerecht)

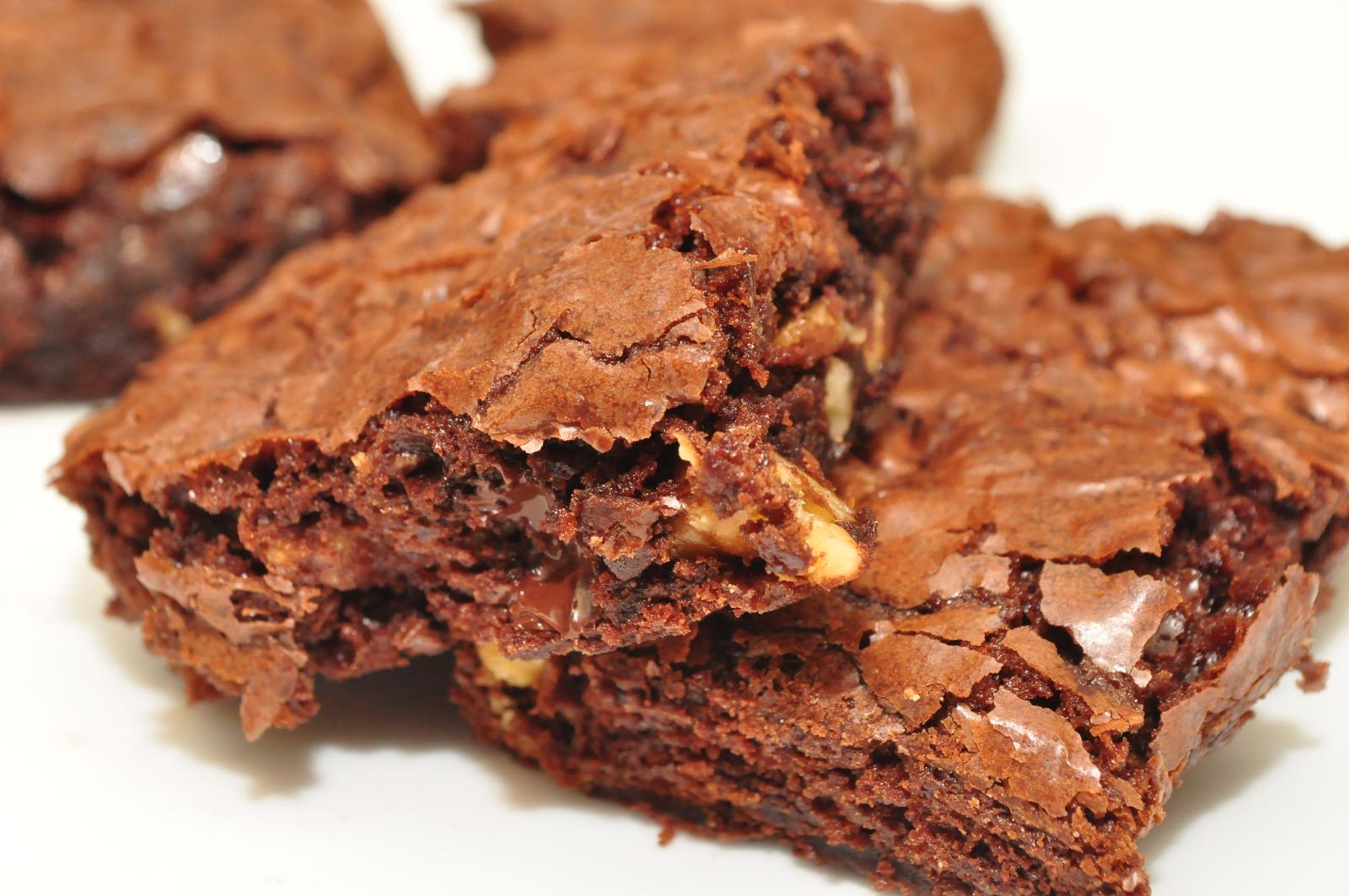
Brownies met nootjes

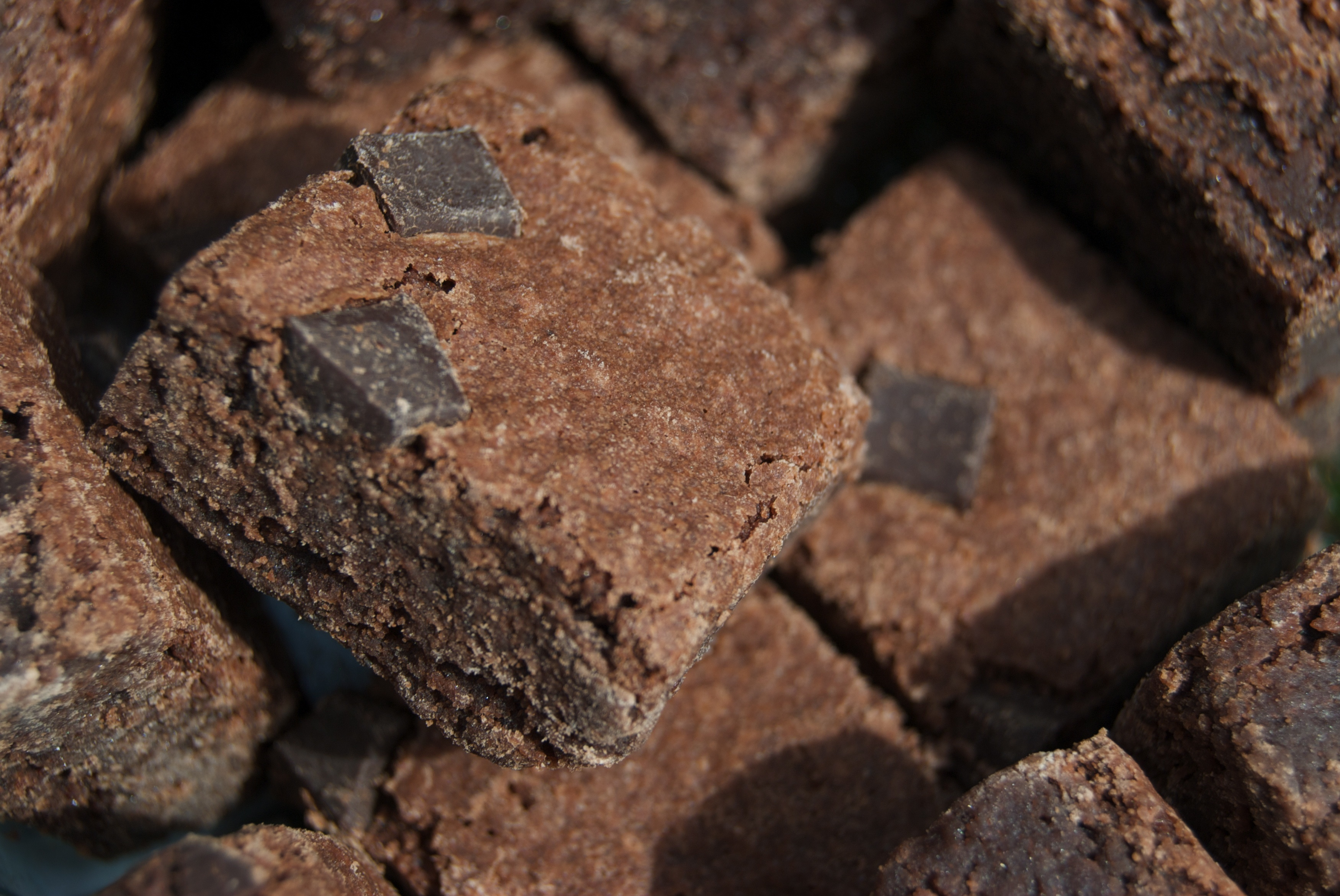
Brownies met stukjes chocola

Een brownie of chocoladebrownie is een van oorsprong Amerikaans nagerecht of snack, bestaande uit een vrij dicht plat gebak gemaakt met chocolade, en gebakken op een bakplaat. Behalve chocolade kunnen brownies een groot aantal ingrediënten bevatten, zoals noten, chocoladevlokken en rozijnen. 
Brownies worden doorgaans met de hand gegeten, vaak samen met melk of koffie. Soms worden ze warm geserveerd met ijs, vooral in restaurants. Brownies variëren in dichtheid, maar de meeste zijn compact en kleverig. 

## Oorsprong
Brownies werden voor het eerst geserveerd op de World's Columbian Exposition in 1893. Een kok in het Palmer House Hotel bedacht de brownies nadat Bertha Palmer hem had gevraagd om een toetje te maken voor de dames die de expositie bezochten. Ze wilde dat dit toetje kleiner zou zijn dan een stukje cake, en makkelijk met de hand kon worden gegeten. De brownies die de kok toen bedacht bevatten walnoten en een glazuur van abrikoos. Het hotel serveert dit type brownie vandaag de dag nog steeds.
Het recept van brownies zoals men dat tegenwoordig het beste kent, dateert uit 1905. Het verscheen voor het eerst in een editie van The South American Cooking School Cook Book door Fannie Pack. Dit recept was echter een referentie naar kleine chocoladecakejes die individueel werden gebakken in bakvormen, en niet echte brownies. Een tweede recept verscheen in 1907 in Lowney’s Cook Book, geschreven door Maria Willet Howard en gepubliceerd door de Walter M. Lowney Company van Boston. In dit recept wordt een extra ei en meer suiker toegevoegd aan de brownies.